# Guillaume Marie Delorme
Pour les articles homonymes, voir Delorme.
Guillaume Marie Delorme est un architecte français né le 26 mars 1700 à Lyon où il est mort le 26 avril 1782 . Connu principalement pour être l'auteur de la première étude scientifique sur les aqueducs romains de Lyon, il est également paysagiste, mécanicien et hydraulicien.

## Biographie

### Famille
Guillaume Marie Delorme naît le 26 mars 1700 à Lyon, fils de Pierre Delorme, maître plieur de soie, et d'Anne Soumetton, sa femme. Il est baptisé le 28 mars 1700 en la paroisse Saint-Paul, son parrain est Guillaume Marie de Reclesne, Seigneur de Lunelle, et sa marraine Catherine Rouffet. 
Il meurt à Lyon le 26 avril 1782 et est inhumé le 28 avril 1782 dans la cave du cloître de Sainte-Marguerite, en la paroisse Saint-Paul.
Resté célibataire, il a vécu chez son frère.

### Carrière
Ses parents dirigent son éducation du côté du commerce pour lequel ils le destinent. Guillaume Marie Delorme est très attiré par tout ce qui est mesure, proportion et calcul. Aux environs de 20 ans il est envoyé chez un négociant à Amiens, dont il corrige et améliore la tenue des livres. Il souffre alors pendant 10 ans d'une maladie de langueur, connue à l'époque sous le nom de vapeurs.
Vers l'âge de 30 ans, sa santé s'étant améliorée, il fait un voyage à Paris où ses compétences en mathématiques sont reconnues par Fontenelle, qui l'engage à s'y fixer, mais il préfère revenir s'établir à Lyon.
Guillaume Marie Delorme est un des premiers membres de l'Académie des beaux-arts de Lyon, de 1736 à sa mort en 1782.
En 1738, il présente au Consulat et à l'Académie un plan pour l'agrandissement de la ville de Lyon, éloignant le confluent du Rhône et de la Saône jusqu'à la pointe méridionale de l'île Mogniat,,,. Ce projet est repris par Antoine Michel Perrache 30 ans plus tard, en 1766 et 1769.
En 1741, son « Mémoire sur les cabestans les plus propres à charger et décharger les vaisseaux avec promptitude et facilité » est couronné par l'Académie des Sciences,.
En 1761, à la suite de la consultation de l'Académie de Lyon par l'archevêque Antoine de Malvin de Montazet, il dessine les jardins du château du Primat des Gaules à Oullins,,, à l'emplacement desquels s'élève aujourd'hui l'École Saint-Thomas d'Aquin.
En 1771, il est engagé pour la rectification et l'achèvement du Canal de Givors,,.
En 1774, il effectue des travaux sur le château de Beaulieu à Morancé, notamment l'aménagement de la partie ouest du jardin.

### Recherches sur les aqueducs romains

#### Le mémoire

Page de titre de l'ouvrage de Guillaume Marie Delorme "Recherches sur les aqueducs de Lyon construits par les Romains" publié en 1760

Les travaux les plus remarquables et les plus connus de Guillaume Marie Delorme sont ses recherches concernant les aqueducs romains de Lyon, qu'il est le premier à étudier scientifiquement.
Il fait part de ses recherches concernant l'aqueduc du Gier à l'Académie des Sciences, Belles-Lettres et Arts de Lyon lors de ses séances des 29 mai et 5 juin 1759, puis les publie en 1760 dans un petit livre de 63 pages qui lui vaut sa célébrité auprès des spécialistes.

#### La carte
Il continue ses recherches après la publication de cet ouvrage et réalise la reconnaissance des quatre aqueducs. Il en consigne les résultats dans des papiers qui sont malheureusement perdus. Seule subsiste une copie du tracé complet de ces aqueducs reporté sur la carte de Cassini, dessinée en 1817 par l'archéologue François Artaud d'après un manuscrit perdu de Delorme et conservée à l'Académie des Sciences, Belles-Lettres et Arts de Lyon. Ce document a été révélé au public par André Steyert dans sa Nouvelle Histoire de Lyon publiée en 1895. Il en avait découvert un calque une trentaine d’années auparavant en faisant des recherches pour composer son ouvrage. Des reproductions de cette carte ont ensuite été publiées par François Gabut en 1896, puis par Camille Germain de Montauzan en 1908.

#### Les dessins
En conclusion de son mémoire, Guillaume Marie Delorme exprime son « désir de transmettre à la postérité, par un ouvrage complet, accompagné de dessins et de plans, ces marques glorieuses de notre illustration […] Mais ce projet […] réclame pour la dépense de son exécution les secours de la Patrie ».
Dès leur publication en 1760, les travaux de Delorme sont remarqués par le comte de Caylus, qui lui propose de dessiner le plan et les élévations de tout ce qu'il a observé, lui offre d'en supporter les frais et promet de les faire graver et publier,. Guillaume Marie Delorme engage alors ce travail, qui est interrompu au décès de Caylus en 1765. Il le reprend à la fin de sa vie, en association avec l'architecte Lyonnais Catherin François Boulard, dans l'espoir de le faire publier par souscription,. Ce projet est compromis par sa mort en 1782, puis par celle de Boulard en 1794.
127 planches ont été réalisées. Découverts en 1817 entre les mains d'une parente de Boulard, ancienne religieuse, par François Artaud, qui les répertorie, mentionnés détenus par la famille Boulard par Léon Charvet en 1839, puis longtemps perdus, ces dessins réapparaissent en 2003 à la suite des recherches de Jean Burdy ; ils sont acquis par la ville de Lyon et déposés aux archives municipales.
Ils sont finalement publiés en 2015 par Jean Burdy.

## Publications
- [Delorme 1760] Guillaume Marie Delorme, Recherches sur les aqueducs de Lyon construits par les Romains (lues dans les Séances de l'Académie des Sciences, Belles-Lettres & Arts de Lyon, des 29 mai & 5 juin 1759), Lyon, impr.-libr. Aimé Delaroche, 1760, 63 p., in-12 (BNF 30319667, lire en ligne).